# Penumbra: Requiem
Penumbra: Requiem es un pack de expansión del videojuego de terror para PC Penumbra: Black Plague desarrollado por la empresa sueca Frictional Games. A diferencia de Black Plague y Penumbra: Overture, el juego se centra casi exclusivamente en la resolución de puzles.

## Argumento
El juego comienza donde termina el anterior, con el mensaje "Mátalos a todos" enviado por Philip. Tan pronto como termina, es golpeado en la cabeza por alguien que no se deja ver. Entonces el jugador controla a un personaje en alguna clase de tumba. Es necesario recoger objetos en cada cámara para avanzar hacia la siguiente. Durante la aventura, el jugador comienza a ver sitios ya conocidos de otras partes y recibe comunicación de una persona que más tarde se identifica como el antiguo asesor de Philip, Red, que aparece en el primer juego de Penumbra. Se recibe una comunicación de un miembro de El Refugio avisando de que mientras el Tuurngait no sabe que Philip ha enviado un mensaje al mundo exterior, el personal del Refugio es consciente de ello. Esto es una contradicción ya que como Philip es un miembro del Refugio, es de hecho parte de la mente colmena Tuurngait.
El juego, y la serie completa, tiene dos posibles finales. Uno concluye con Philip uniéndose a Red en el incinerador de Overture, por considerar que vida común no que merece ser vivida. Como el resto de Requiem, que parece haber sido un delirio de la mente de Philip, se deja morir en la habitación donde comienza el juego y donde Black Plague termina. Philip también puede optar por dejar morir solo a Red y regresar al barco de pesca que utilizó inicialmente para llegar a la mina.

## Desarrollo
Con el anuncio de Penumbra: Black Plague, la serie —que originalmente iba a ser una trilogía— se redujo a dos episodios debido a problemas sin identificar con la anterior editora, Lexicon Entertainment. Tras el lanzamiento de Black Plague continuó la ausencia de información respecto a la intención de los desarrolladores de expandir la serie más allá de una broma del día de April Fools' anunciando "Penumbra 3: Back With a Vengeance", un juego que estaría caracterizado por su violencia y por ser un "¡final lleno de acción sangrienta!"
Sin embargo los desarrolladores decidieron publicar una tercera parte en forma de pack de expansión para aprovechar los finales y personajes de la serie que tenían. Penumbra: Requiem fue anunciado oficialmente el 16 de abril de 2008. Durante el desarrollo de la expansión se empezó a  trabajar en lo que se convertiría en Amnesia: The Dark Descent.

## Recepción
Penumbra: Requiem fue menos popular que los anteriores juegos de la serie, obteniendo solo una puntuación de 67 en MetaCritic, de 62 en MobyGames, y de 62.77% en GameRankings. Sin embargo, consiguió mantener la misma calificación de cuatro estrellas que en los anteriores juegos en The Linux Game Tome.